# Бурмистров, Виктор Михайлович (прокурор)
Виктор Михайлович Бурмистров (29 января 1889, Саратов — 2 апреля 1938, Москва) — советский деятель юстиции, в разное время прокурор Саратовской губернии, Северо-Кавказского края, Сибирского и Западно-Сибирского края, Средне-Волжского края, старший помощник прокурора РСФСР

## Биография
Родился в городе Саратов. Получил среднее образование. Член РСДРП(б). В 1919 году председатель Следственной комиссии Саратовского губернского революционного трибунала. В 1923—1925 годах прокурор Саратовской губернии. С 1925 года прокурор Северо-Кавказского края. В 1930—1931 годах прокурор Западно-Сибирского края. В 1932—1933 годах прокурор Средне-Волжского края. Занимался проблемами хищения хлеба и Голодомора. В 1935—1937 годах старший помощник прокурора РСФСР и начальник Отдела по гражданским делам Прокуратуры РСФСР. Арестован 11 октября 1937 года. Расстрелян 2 апреля 1938 года, посмертно реабилитирован 19 ноября 1964 года.